# Takuya Takagi
Takuya Takagi (高木 琢也, Takagi Takuya, Minamishimabara, 12 november 1967) is een Japans voetbaltrainer en voormalig voetballer. Hij speelde 44 keer voor het Japans voetbalelftal en maakte deel uit van de ploeg waarmee Japan voor de eerste keer Aziatisch kampioen werd in 1992. Van 2019 tot 2020 was hij trainer van Omiya Ardija.

## Clubcarrière
Takagi speelde in de jeugdelftallen van Kunimi High School en Osaka University of Commerce. Na het afronden van zijn studies op de universiteit krijgt hij een contract aangeboden bij Fujita Industries. Een jaar later wordt hij overgenomen door Hiroshima, waar hij tot 1997 zou blijven spelen. In 1992 wordt hij uitgeroepen tot speler van het jaar. Door financiële problemen op het einde van 1997 moest Hiroshima hun beste spelers, waaronder Takagi, laten gaan. Hij vertrok naar Verdy Kawasaki. Het daarop volgende seizoen speelde hij voor Consadole Sapporo in de Japanse tweede klasse. Op het einde van het seizoen 2000 beëindigde Takagi zijn carrière als profvoetballer.

## Interlandcarrière
Takagi debuteerde in 1992 in het Japans nationaal elftal en speelde 44 interlands, waarin hij 27 keer scoorde. Hij maakte zijn debuut in een vriendschappelijke wedstrijd tegen Argentinië op 31 mei 1992 in het Tokyo National Stadium, wat tevens de eerste wedstrijd was van de Nederlandse trainer Hans Ooft als trainer van de Japanse nationale ploeg. Hij scoorde zijn eerste doelpunt voor Japan op 24 augustus 1992 in en tegen China. Hij werd de vaste spits in het elftal van Ooft. Later dat jaar maakte hij deel uit van de ploeg die het Aziatisch kampioenschap won. Hij scoorde de enige goal in de finale tegen Saoedi-Arabië.
Takagi speelde in 1993 ook in de ploeg die deelnam aan de kwalificaties voor het Wereldkampioenschap voetbal 1994. Japan werd hier bij de beslissende wedstrijd in Doha tegen Irak uitgeschakeld omdat het 2-2 gelijk speelde. Hierdoor plaatste rivaal Zuid-Korea zich. Omdat dit de eerste serieuze poging van het Japans voetbalelftal was om zich voor een Wereldkampioenschap te plaatsen wordt deze wedstrijd nog steeds spottend "Dōha no higeki" (Lijdensweg van Doha) genoemd en wordt er over Takagi nog steeds gezegd dat hij bij de "Klas van Doha" zat.
Takagi speelde ook voor Japan tijdens het Aziatisch kampioenschap van 1996. Hij speelde drie wedstrijden en scoorde één keer tegen Syrië.

## Trainerscarrière
Na het beëindigen van zijn carrière werkte Takagi eerst als commentator op de televisie terwijl hij overdag zijn studies als trainer afrondde. In 2004 behaalde hij de nodige licentie om als trainer aan de slag te mogen.

### Yokohama FC
Begin 2006 werd Takagi aangewezen als assistent-trainer van Yokohama FC in de Japanse tweede klasse. Hij kreeg in het begin van het seizoen onverwacht al een promotie tot hoofdtrainer, nadat de ploeg Yusuke Adachi meteen op straat zette na het verliezen van de openingswedstrijd tegen Yusuke Adachi. De fans maakten zich zorgen over dit ontslag en over het benoemen van de onervaren Takagi en besloten uit protest de tweede match in volledige stilte te bekijken.
Takagi kon de fans van de club snel overtuigen, want in de eerste vijftien wedstrijden onder zijn trainerschap bleef de ploeg ongeslagen. Hiermee haalde Takagi ook het Japanse record van langste reeks ongeslagen wedstrijden onder een nieuwe trainer. Een ander record dat ze verbraken was dat van het hoogst genoteerde aantal speelminuten zonder tegendoelpunt: het bestaande record van 731 minuten van Shimizu S-Pulse in 1993 werd gebroken door Takagi en zijn ploeg met in totaal 770 minuten. Ook haalden ze 7 clean sheets, wat toen een gedeeld record was. Yokohama FC, dat de vorige vijf seizoenen onderaan de tabellen terug te vinden was, haalde onder Takagi de titel en promotie naar de Japanse eerste klasse.
Voor het seizoen 2007 onderging de club enkele drastische veranderingen om de strijd aan te kunnen gaan in de hoogste klasse. Elf spelers werden vervangen, waaronder Shoji Jo en Alemão die samen 30 van de 61 goals in het vorige seizoen gescoord hadden. Japans internationals Tatsuhiko Kubo en Daisuke Oku kwamen bij de ploeg. Het seizoen startte slecht en beide topaankopen Kubo en Oku zaten al snel aan de kant door blessures, terwijl de ploeg onderaan in de stand stond. Er ontstond onenigheid tussen Takagi en het bestuur van de ploeg omdat Takagi het aankoopbeleid in twijfel trok. Takagi werd op 27 augustus 2007 ontslagen en vervangen door de Braziliaanse trainer Júlio César Leal.

### Verdere trainerscarrière
In 2008 tekende Takagi een contract met Tokyo Verdy waar hij assistent-trainer werd naast ex-ploegmaat Tetsuji Hashiratani. Op het einde van het seizoen werd de ploeg gedegradeerd naar de tweede klasse en werd Hashiratani ontslagen. Takagi werd hoofdtrainer, maar werd na tegenvallende resultaten werd ook hij ontslagen in oktober 2009.
In 2010 werd hij trainer van Roasso Kumamoto, hij bleef bij het team tot 2012.
Op 20 december 2012 maakte de lokale club van Takagi, V-Varen Nagasaki, bekend dat ze promotie naar de Japanse tweede klasse hadden afgedwongen en dat Takagi de nieuwe manager zou worden voor het seizoen 2013. In 2017 eindigde de ploeg als tweede in het kampioenschap, waardoor ze in 2018 voor de eerste keer mochten aantreden in de eerste klasse. De club eindigde dat seizoen als laatste en werd weer gedegradeerd naar de twee klasse. Takagi nam ontslag op het einde van het seizoen.
In 2019 tekende Takagi bij Omiya Ardija in de Japanse tweede klasse, waar hij tot 2020 trainer was.

## Statistieken

### Clubstatistieken
| Club    | Club                | Club           | Competitie | Competitie | Beker         | Beker         | Beker        | Beker        | Totaal | Totaal |
| Seizoen | Club                | Competitie     | Wed.       | Dlp.       | Wed.          | Dlp.          | Wed.         | Dlp.         | Wed.   | Dlp.   |
| Japan   | Japan               | Japan          | Competitie | Competitie | Emperor's Cup | Emperor's Cup | J.League Cup | J.League Cup | Totaal | Totaal |
| ------- | ------------------- | -------------- | ---------- | ---------- | ------------- | ------------- | ------------ | ------------ | ------ | ------ |
| 1990/91 | Fujita Industries   | JSL Division 2 | 15         | 3          |               |               | 0            | 0            | 15     | 3      |
| 1991/92 | Mazda               | JSL Division 1 | 22         | 9          |               |               | 0            | 0            | 22     | 9      |
| 1992    | Sanfrecce Hiroshima | J1 League      | -          | -          | 0             | 0             | 7            | 4            | 7      | 4      |
| 1993    | Sanfrecce Hiroshima | J1 League      | 29         | 11         | 2             | 0             | 0            | 0            | 31     | 11     |
| 1994    | Sanfrecce Hiroshima | J1 League      | 42         | 14         | 0             | 0             | 1            | 0            | 43     | 14     |
| 1995    | Sanfrecce Hiroshima | J1 League      | 24         | 5          | 5             | 4             | -            | -            | 29     | 9      |
| 1996    | Sanfrecce Hiroshima | J1 League      | 30         | 11         | 5             | 2             | 6            | 1            | 41     | 14     |
| 1997    | Sanfrecce Hiroshima | J1 League      | 26         | 12         | 2             | 1             | 0            | 0            | 28     | 13     |
| 1998    | Verdy Kawasaki      | J1 League      | 22         | 9          | 3             | 0             | 1            | 0            | 26     | 9      |
| 1999    | Verdy Kawasaki      | J1 League      | 18         | 2          | 0             | 0             | 3            | 1            | 21     | 3      |
| 2000    | Consadole Sapporo   | J2 League      | 17         | 0          | 3             | 1             | 1            | 0            | 21     | 1      |
| Totaal  | Totaal              | Totaal         | 245        | 76         | 20            | 8             | 20           | 6            | 285    | 90     |

### Interlandstatistieken
| Japans voetbalelftal | Japans voetbalelftal | Japans voetbalelftal |
| Jaar                 | Wed.                 | Dlp.                 |
| -------------------- | -------------------- | -------------------- |
| 1992                 | 11                   | 5                    |
| 1993                 | 13                   | 7                    |
| 1994                 | 5                    | 2                    |
| 1995                 | 0                    | 0                    |
| 1996                 | 10                   | 6                    |
| 1997                 | 5                    | 7                    |
| Totaal               | 44                   | 27                   |